# The Field (artiste)
Pour les articles homonymes, voir The Field.
Axel Willner, plus connu sous son nom de scène The Field, est un compositeur suédois de musiques électroniques.

## Biographie
Axel Willner a d'abord commencé sa carrière dans le punk-rock, avant de se tourner vers les musiques électroniques. Il a été découvert par le label allemand Kompakt auquel il avait envoyé une démo. Peu après, il sort son premier disque chez Kompakt, un remix de Heartbeat de la chanteuse norvégienne Annie. En 2006, il sort le single Sun & Ice. En mars 2007, paraît son premier album de techno minimale, From Here We Go Sublime. Celui-ci reçoit un accueil critique très favorable. Le site Pitchfork lui décerne ainsi une note de 9 sur 10, qualifiant son album des plus luxuriants parmi les sorties musicales de 2007. 
En décembre 2007, le Nordic Light Hotel, à Stockholm lui demande de créer un disque, coproduit par Heartbeats International, qui reflèterait l'ambiance des lieux. Après avoir séjourné dans l'hôtel, il compose les quatre titres de Sound of Light qui recouvrent différents moments de la journée : Morning, Day, Evening et Night. 
Le 26 mai 2009, il sort son deuxième album, Yesterday and Today, qui comporte notamment une reprise de Everybody's Got to Learn Sometime du groupe anglais The Korgis.
Son style de musique se caractérise par des boucles éthérées et des beats assourdis.

## Discographie

### Albums studio
- 2007 - From Here We Go Sublime
- 2009 - Yesterday and Today
- 2011 - Looping State of Mind
- 2013 - Cupid's Head
- 2016 - The Follower
- 2018 - Infinite Moment

### EP
- Sound of Light (2007)

### Singles
- Things Keep Falling Down (2005)
- Sun & Ice (2006)
- The More That I Do (2009)

### Remixes
- Annie - Heartbeat (2005)
- Marit Bergman - No Party (2006)
- James Figurine - 55566688833 (2006)
- 120 Days - Come Out (Come Down, Fade Out, Be Gone) (2006)
- Battles - Tonto (2007)
- The Honeydrips - Fall From a Height (2007)
- Thom Yorke - Cymbal Rush (2007)
- Maps - You Don't Know Her Name (2007)
- Gui Boratto - Hera (2007)
- Andreas Tilliander - Stay Down (2007)
- Familjen - Hög Luft (2007)
- Popnoname - Touch
- DeVotchKa - Clockwise Witness